# El Riviel
El riviel es una leyenda ecuatoriana. Prevalece entre las comunidades afroecuatorianas de la provincia pacífica de Esmeraldas.

## La leyenda
El riviel es un espíritu que viaja de noche por los ríos, provocando espanto a los desafortunados que se cruzan en su camino. Suele viajar a bordo de una canoa bongo con forma de ataúd, portando una cruz que le sirve de remo y una lámpara que se fija en la proa de la embarcación. Al riviel le gusta asustar a sus víctimas y se acerca sigilosamente a ellas haciéndolas caer al agua donde se sumerge con ellas con la intención de ahogarlas. Todos estos males se celebran con risas maliciosas.
Para evitar ser abordados, los viajeros nocturnos suelen llevar en sus canoas diversos implementos de pesca como redes, anzuelos y arpones que sirven como amuletos y repelentes contra la visión. También deben evitar pescar solos o viajar solos en el agua, especialmente de noche. Se cree que para quitarse de encima su presencia, la asamblea debe gritar: ¡Echa red!, ¡Arpón! ¡Hamaca!, ¡Gancho! y los nombres de otros artilugios para pescar. Otro repelente efectivo se cree que es la llamada oración Magnífica. 
En la tradición afroecuatoriana el Riviel es caracterizado de la siguiente manera:

El Riviel es, ante todo, un privilegiado habitante del mar. Animal, aparición, fantasma, demonio o cosa del demonio, las interpretaciones acerca de su presencia no son unánimes, salvo en que es el mar el que lo lleva y el que lo trae. Ser del mar, tirano, impredecible, díscolo, El Riviel, en su versión afroecuatoriana, es un ser sin rostro que se desliza sobre las olas en algo que parece ser una tabla. Aunque tiene forma, no tiene rostro. El dibujo de su silueta se ve acentuada por una luz que lleva, a manera de lámpara, a un costado de su tabla. Silencioso, cauto, su recorrido dura lo que una ola tarda en llegar a la playa.  En cuanto a su carácter, a la forma de su barca, al sonido de su voz y a su lenguaje, las versiones, precisamente porque no dejan de crearse, son infinitas.

Por otro lado, en la tradición afrocolombiana, el Riviel es considerado de la siguiente forma:

Este espanto se les presenta a los pescadores nocturnos, a quienes pregunta en forma sencilla “amigo, ¿cómo está la pesca?” y cuando el pescador le responde, siente que el potro empieza a ponerse pesado hasta el punto de no poder moverlo. Si el pescador no acepta el diálogo propuesto por el riviel, éste se conforma con confundirlo de tal manera que no consigue enrumbar su embarcación y sólo puede hacerlo al amanecer, cuando ya no recuerda nada de lo sucedido.

Sobre su origen suele ser narrado como la historia de un marinero que después de tomar alcohol con gente muerta. Estas personas fallecieron por ahogamiento y nunca fueron encontrados. Se cree que un día, los muertos empezaron a pelear contra el marinero, este último se intentó defender tomando las cruces del cementerio. Al final de la lucha solo quedó una cruz de la que salía fuego. Por esta razón Dios se enojaría y condenaría al marinero y a su alma para vagar en pena. Desde entonces se dedicaría a ahogar a los viajeros desprevenidos para intentar hacer que ocupen su lugar.